# Carolin Simon
Carolin Simon (Kassel, Alemania; 24 de noviembre de 1992) es una futbolista alemana. Juega como Defensa y su equipo actual es el Bayern de Múnich de la Bundesliga Femenina de Alemania. Es internacional absoluta con la selección de Alemania desde 2016.

## Trayectoria
Comenzó su carrera en el amateur GSV Eintracht Baunatal y en el verano de 2008 fichó en el TSV Jahn Calden de la tercera división del fútbol alemán. 
El 1 de enero de 2010 fichó por el Hamburgo SV de la Bundesliga. Jugó dos temporadas y media en el club de Hamburgo.
Tras el descenso del club a la Regionalliga, en el verano de 2012 Simon fichó en el VfL Wolfsburgo para la temporada 2012-13, sin embargo fue enviada al equipo reserva y solo jugó los encuentros de la DFB-Pokal con el primer equipo.
En enero de 2013, el club anunció el término de contrato de la jugadora por mutuo acuerdo. Poco tiempo después se anunció la llegada de la defensora al Bayer 04 Leverkusen, donde fue una titular regular del primer equipo durante sus tres años y medio en el club.
Luego de que su contrato con el club de Leverkusen expiró, Carolin fichó por el SC Freiburg para la temporada 2016-17.
El 2 de julio de 2018 la jugadora fichó en el Olympique de Lyon de Francia.

## Selección nacional
Ha representado a Alemania en categorías juveniles desde el 2007, donde destaca la obtención del título del Campeonato Europeo Femenino Sub-19 de la UEFA en 2011 y los Campeonato Europeo Femenino Sub-17 de la UEFA en 2007-08 y 2008-09.
Debutó con la selección de Alemania en 2016.

## Clubes
| Club                | País     | Año             |
| ------------------- | -------- | --------------- |
| TSV Jahn Calden     | Alemania | 2008 - 2009     |
| Hamburgo SV         | Alemania | 2010 - 2012     |
| VfL Wolfsburgo      | Alemania | 2012 - 2013     |
| Bayer 04 Leverkusen | Alemania | 2013 - 2016     |
| SC Friburgo         | Alemania | 2016 - 2018     |
| Olympique Lyon      | Francia  | 2018 - 2019     |
| Bayern de Múnich    | Alemania | 2019 - presente |

## Participaciones en Copas del Mundo
| Mundial                                        | Equipo   | Sede          | Resultado    |
| ---------------------------------------------- | -------- | ------------- | ------------ |
| Copa Mundial Femenina de Fútbol Sub-17 de 2008 | Alemania | Nueva Zelanda | Tercer lugar |
| Copa Mundial Femenina de Fútbol Sub-20 de 2012 | Alemania | Japón         | Finalista    |
| Copa Mundial Femenina de Fútbol de 2019        | Alemania | Francia       | -            |

## Títulos

### Campeonatos nacionales
| Título                         | Club                | País     | Temporada |
| DFB Hallenpokal                | Bayer 04 Leverkusen | Alemania | 2015      |
| Copa de Francia                | Olympique de Lyon   | Francia  | 2018-19   |
| Division 1                     | Olympique de Lyon   | Francia  | 2018-19   |
| Bundesliga Femenino            | Bayern Múnich       | Alemania | 2020-21   |
| Bundesliga Femenino            | Bayern Múnich       | Alemania | 2022-23   |
| Bundesliga Femenino            | Bayern Múnich       | Alemania | 2023-24   |
| Supercopa de Alemania Femenino | Bayern Múnich       | Alemania | 2024-25   |
| Bundesliga Femenino            | Bayern Múnich       | Alemania | 2024-25   |
| DFB-Pokal Femenino             | Bayern Múnich       | Alemania | 2024-25   |
| ------------------------------ | ------------------- | -------- | --------- |

### Campeonatos internacionales
| Título                                        | Equipo                | Sede    | Año     |
| Campeonato Europeo Femenino Sub-19 de la UEFA | Selección de Alemania | Italia  | 2011    |
| Campeonato Europeo Femenino Sub-17 de la UEFA | Selección de Alemania | Suiza   | 2008    |
| Campeonato Europeo Femenino Sub-17 de la UEFA | Selección de Alemania | Suiza   | 2009    |
| Liga de Campeones                             | Olympique de Lyon     | Hungría | 2018-19 |
| --------------------------------------------- | --------------------- | ------- | ------- |